# Muhammad Tawfiq Pascha
Muhammad Tawfiq Pascha, född 15 november 1852, död 7 januari 1892, var khediv av Egypten från 26 juni 1879 fram till sin död. Han tjänstgjorde även som regeringschef vid två tillfällen, 1872 till 28 augusti 1878 och 10 mars till 7 april 1879. Han var son till Ismail.

## Utmärkelser

### Osmanska
- Osmanié-orden
- Meschidie-orden
- Imtiaz-medalj

Källa:

### Utländska
- Järnkroneorden (Österrike-Ungern, 1868)[5]
- Frans Josefsorden (Österrike-Ungern, 1886)[6]
- Bathorden (Storbritannien, 1887)[7]
- Indiska stjärnorden (Storbritannien, 1875)[8]
- Röda örns orden (Tyskland, 1870)[9]
- Hederslegionen (Frankrike)
- Serafimerorden (Sverige)
- Vasaorden (Sverige)
- Kungliga orden av Kalākaua (Hawaii)
- Sankt Mauritius- och Lazarusorden (Italien)
- Nederländska Lejonorden (Nederländerna)

Källa: